# Owen (rappare)
Owen Carl Raymond Gaye, född 11 september 1998, är en svensk rappare som är uppväxt i Stockholmsförorten Rissne. Han har samarbetat med bland annat Dree Low och Z.E.
År 2022 släppte Owen albumet Musik eller metall som nådde första plats på Sverigetopplistans albumlista.

## Diskografi

### Studioalbum
| Årtal | Album              | Sverige |
| ----- | ------------------ | ------- |
| 2022  | Musik eller metall | 1       |

### Singlar
| År   | Titel                               | Topplistenoteringar | Album              |
| År   | Titel                               | SWE                 | Album              |
| ---- | ----------------------------------- | ------------------- | ------------------ |
| 2019 | "Kan ej med mig"                    | –                   |                    |
| 2019 | "TIA"                               | –                   |                    |
| 2020 | "Vilsna själar"                     | 55                  |                    |
| 2020 | "Buggade lurar"                     | –                   |                    |
| 2020 | "Djupa sår"                         | 27                  |                    |
| 2020 | "Cirkeln"                           | –                   |                    |
| 2020 | "En gång till"                      | 100                 |                    |
| 2020 | "Mango Lassi" (Dree Low feat. Owen) | 18                  |                    |
| 2020 | "Dip Dip" (Dree Low feat. Owen)     | 2                   | Flawless 2         |
| 2021 | "Bilzerian"                         | 16                  |                    |
| 2021 | "Murda"                             | 35                  |                    |
| 2021 | "Try Me" (Kev1n feat. Owen)         | –                   |                    |
| 2021 | "Birkin Bag" (Dree Low feat. Owen)  | 39                  | Priceless          |
| 2022 | "Skilda vägar"                      | 18                  | Musik eller metall |
| 2022 | "Musik eller metall"                | 22                  | Musik eller metall |
| 2022 | "Nia Mondo" (Owen feat. Dree Low)   | 33                  | Musik eller metall |
| 2022 | "Dansa"                             | 75                  | Musik eller metall |
| 2022 | "Sanna mina ord" (Owen & Kev1n)     | 85                  | Musik eller metall |
| 2022 | "Dirty" (Owen & Asme)               | 5                   |                    |
| 2023 | "Nakala" (Owen & Dizzy)             | 28                  |                    |